# Klaus Bugdahl
Klaus Bugdahl (Berlín, 24 de noviembre de 1934-Wiesbaden, Hesse, 15 de agosto de 2023) fue un ciclista alemán, profesional desde 1957 hasta 1977. Combinó tanto el ciclismo en pista como el ruta. En 1958 se proclamó Campeón de Alemania en ruta. Klaus consiguió 37 victorias en carreras de seis días y cinco títulos europeos de Madison.

## Palmarés en pista
- 1956

 Campeón de Alemania en Persecución amateur
- 1957

 Campeón de Alemania en Persecución
- 1958

 Campeón de Alemania en Velocidad por equipos
1º en los Seis días de Berlín (con Gerrit Schulte)
- 1959

 Campeón de Alemania en Madison (con Valentin Petry)
1º en los Seis días de Colonia (con Valentin Petry)
1º en los Seis días de Amberes (con Peter Post)
1º en los Seis días de Dortmund (con Rik Van Steenbergen)
- 1960

1º en los Seis días de Colonia (con Hans Junkermann)
1º en los Seis días de Dortmund (con Hans Junkermann)
- 1961

1º en los Seis días de Berlín 1 (con Rik Van Steenbergen)
1º en los Seis días de Berlín 2 (con Fritz Pfenninger)
1º en los Seis días de Frankfurt (con Fritz Pfenninger)
- 1962

Campeón de Europa de Madison (con Fritz Pfenninger)
1º en los Seis días de Essen (con Fritz Pfenninger)
1º en los Seis días de Frankfurt (con Fritz Pfenninger)
1º en los Seis días de Zúrich (con Fritz Pfenninger)
- 1963

 Campeón de Alemania en Madison (con Sigi Renz)
1º en los Seis días de Berlín (con Sigi Renz)
1º en los Seis días de Dortmund (con Sigi Renz)
- 1964

1º en los Seis días de Berlín (con Sigi Renz)
- 1965

1º en los Seis días de Montreal (con Klemens Grossimlinghaus)
1º en los Seis días de Amberes (con Peter Post y Jan Janssen)
- 1966

Campeón de Europa de Madison (con Sigi Renz)
1º en los Seis días de Berlín (con Sigi Renz)
1º en los Seis días de Frankfurt (con Patrick Sercu)
- 1967

1º en los Seis días de Colonia (con Patrick Sercu)
1º en los Seis días de Berlín (con Peter Post)
1º en los Seis días de Münster (con Patrick Sercu)
- 1968

1º en los Seis días de Zúrich (con Fritz Pfenninger)
1º en los Seis días de Münster (con Rudi Altig)
1º en los Seis días de Ámsterdam (con Jan Janssen)
- 1969

1º en los Seis días de Berlín (con Dieter Kemper)
1º en los Seis días de Zúrich (con Dieter Kemper)
- 1970

1º en los Seis días de Amberes (con Peter Post y René Pijnen)
1º en los Seis días de Berlín (con Jürgen Tschan)
1º en los Seis días de Münster (con Alain Van Lancker)
- 1971

Campeón de Europa de Madison (con Dieter Kemper)
1º en los Seis días de Münster (con Dieter Kemper)
1º en los Seis días de Zúrich (con Dieter Kemper y Louis Pfenninger)
1º en los Seis días de Groninga (con Dieter Kemper)
1º en los Seis días de Dortmund (con Dieter Kemper)
- 1972

1º en los Seis días de Groninga (con Dieter Kemper)
- 1973

Campeón de Europa de Madison
1º en los Seis días de Los Ángeles (con Graeme Gilmore)
- 1974

1º en los Seis días de Zúrich (con Graeme Gilmore)

## Palmarés en ruta
- 1957

1º en el Gran Premio Veith
- 1958

 Campeón de Alemania en ruta
- 1959

Vencedor de una etapa del Tour de Picardie
- 1963

1º en el Tour de Picardie
Vencedor de una etapa de la Vuelta a Suiza